# Lingua molala
La lingua molala (o molele, molalla) è la lingua estinta e podo documentata, appartentente alla famiglia delle lingue penuti dell'altopiano, che veniva parlata dal popolo dei Molala in Oregon e nello Stato di Washington. È stato accertato che essa venne utilizzata prima lungo il Deschutes River e successivamente presso i fiumi Molalla e Santiam, fino alle sorgenti dei fiumi Umpqua e Rogue. Un tempo si riteneva che fosse una lingua molto vicina alla lingua cayuse. Sono conosciuti tre dialetti:
- Molala settentrionale, parlato in Oregon meridionale nella Catena delle Cascate;
- Molala del Santiam superiore, parlato lungo Santiam River superiore presso le Cascate in Oregon centrale;
- Molala meridionale

## Fonetica
Ecco la fonetica della lingua molala: 

### Consonanti
|               |               | Bilabiale | Alveolare | Laterale | Palatale | Velare | Uvulare | Glottalica |
| ------------- | ------------- | --------- | --------- | -------- | -------- | ------ | ------- | ---------- |
| Occlusiva     | pura          | p         | t         |          |          | k      | q       | ʔ          |
| Occlusiva     | aspirata      | pʰ        | tʰ        |          |          | kʰ     | qʰ      |            |
| Occlusiva     | eiettiva      | pʼ        | tʼ        |          |          | kʼ     | qʼ      |            |
| Nasale        | Nasale        | m         | n         |          |          | ŋ      |         |            |
| Affricata     | pura          |           | t͡s        | tɬ       |          |        |         |            |
| Affricata     | eiettiva      |           | t͡sʼ       |          |          |        |         |            |
| Fricativa     | Fricativa     | ɸ         | s         | ɬ        |          | x      |         | h          |
| Approssimante | Approssimante | w         |           | l        | j        |        |         |            |

### Vocali
|            | Corta | Lunga |
| ---------- | ----- | ----- |
| Chiusa     | i     | iː    |
| Aperta     | a~e   | aː    |
| Posteriore | u     | uː    |

/i/ e /a/ possono anche passare a /ə/.

## Grammatica
La lingua molala è una lingua polisintetica in cui il verbo è preponderante rispetto agli altri elementi del discorso.

### Casi
Ai sostantivi della lingua molala si applicano sette casi: nominativo, accusativo, genitivo, strumentale, locativo, allativo e ablativo.